# Juan Mario Gómez Esteban
Juan Mario Gómez Esteban, né le 15 février 1958 à Santurtzi, Biscaye, est un grand maître international espagnol d'échecs. Dans la liste d'octobre 2008 de la FIDE, il est classé 24e 24 d'Espagne et 761e du monde.

## Résultats
En 1980 et 1992, Gómez remporte ses deux titres de champion d'Espagne d'échecs, en battant respectivement les maîtres internationaux Francisco Javier Sanz Alonso et Francisco Javier Ochoa de Echagüen, terminant une fois deuxième en 1983 derrière le maître international José García Padrón. Il a également remporté l'Open d'Espagne en 2002, l'année où le Championnat d'Espagne a été remporté par Alexei Shirov.
Il a participé en représentant l'Espagne à quatre Olympiades d'échecs, en 1980 à La Valette, en 1984 à Thessalonique, en 1992 à Manille et en 2000 à Istanbul, ainsi qu'à deux championnats d'échecs européens par équipes, en 1989 à Haïfa et en 1992 à Debrecen.
En juin 2007, Mario se classe 4e à l'Open international de León.
Mario Gómez a participé avec l'équipe du club d'échecs de Sestao au championnat d'échecs par équipe d'Espagne 2007, qui s'est tenu à Séville
Il a remporté le championnat absolu du Pays basque à 9 reprises : 1988, 1990, 1997, 1998, 2001, 2003, 2005, 2006 et 2009.